# Гераськин, Игорь Олегович
И́горь Оле́гович Гера́ськин (род. 26 августа 1998, Клин, Московская область) — российский хоккеист, нападающий магнитогорского «Металлурга». Мастер спорта России (2025).

## Биография

### Юниорская карьера
Игорь родился 26 августа 1998 года в городе Клин. В возрасте пяти лет был отдан в хоккейную школу города Клин — «Титан» (первый тренер - П. Орнадский), но вместе с семьёй в возрасте восьми лет переехал в Мытищи. Здесь его пригласили в местную СДЮСШОР «Атлант». Выступал в кубковых соревнованиях и на Первенстве России.

### Карьера в МХЛ
В юниорских и молодёжных хоккейных лигах играл под номерами 18 и 81, но с сезона 2016/2017 он взял себе номер 89. Дебют Гераськина в профессиональном хоккее состоялся в сезоне МХЛ 2014/2015 за хоккейный клуб «Атланты». В этом сезоне сыграл 37 матчей, в которых забросил 2 шайбы и отдал 4 результативные передачи. В плей-офф сыграл 5 матчей.
В сезоне МХЛ 2015/2016 Гераськин перешёл в молодёжную команду России (Россия U18), сыграл 31 матч, он набрал 10 очков (6+4).
Сезон МХЛ 2016/2017 начал за череповецкий «Алмаз», сыграл 53 матча, набрал 27 очков (12+15). В плей-офф провёл 12 матчей, в которых забросил 4 шайбы и отдал 3 результативные передачи. В этом сезоне «Алмаз» завоевал бронзовые медали, проиграв в полуфинале нижнекамскому «Реактору».
В сезоне МХЛ 2017/2018 сыграл 42 матча, набрал 53 очка (15+38). В плей-офф провел 3 матча и вместе с командой вылетел в 1/8 финала.

### Карьера в КХЛ
Дебют в КХЛ состоялся в сезоне 2017/2018 за череповецкую «Северсталь». В этом сезоне двадцатилетнему Гераськину доверили должность капитана команды, таким образом он стал одним из самых молодых капитанов в истории лиги. Сыграл 20 матчей, в которых набрал 7 очков (1+6), был признан лучшим новичком недели. В плей-офф сыграл 4 матча. В середине сезона стал участником Матча всех звёзд КХЛ 2018 года. По окончании сезона продлил контракт на два сезона.
В сезоне 2018/19 сыграл 61 матч, набрал 17 очков (6+11). В «Алмазе» сыграл в плей-офф сезона МХЛ 2018/2019 8 матчей — два гола, и три передачи.
В сезоне 2019/20 сыграл 59 матчей, забросил 9 шайб и отдал 14 передач. По окончании сезона продлил контракт ещё на один год.
В сезоне 2020/21 сыграл 57 матчей, в которых набрал 32 очка (11+21). В плей-офф сыграл 5 матчей и продлил контракт ещё на 2 года.
В сезоне 2021/22 сыграл 48 матчей, набрал 16 очков (7+9). В плей-офф сыграл 7 матчей, в которых забросил шайбу и отдал две результативные передачи.
В сезоне 2022/23 пропустил лишь два матча, сыграв 66 матчей, в которых набрал 43 очка (14+29). В плей-офф же сыграл 7 матчей, в которых отдал 5 результативных передач.
После плей-офф сезона 2022/2023 руководство «Северстали» решило не продлевать контракт с Гераськиным. 6 мая 2023 года он был обменян в «Авангард» на Тимура Муханова и денежную компенсацию.
Сезон 2023/2024 начал в основном составе «Авангарда», сыграл 42 матча и набрал 15 очков (5+10) 27 декабря 2023 года в ходе тройного обмена между «Ак Барсом», магнитогорским «Металлургом» и «Авангардом» перешёл в «Металлург». В 23 матчах набрал 16 очков (6+10).
В апреле 2024 года стал обладателем Кубка Гагарина.
Считается с ростом 170 см одним из самых низких хоккеистов в КХЛ.

## Статистика
| Легенда | Легенда                    | Легенда | Легенда                   | Легенда | Легенда    |
| ------- | -------------------------- | ------- | ------------------------- | ------- | ---------- |
| И       | Количество проведённых игр | Штр     | Штрафное время            | +/−     | Плюс-минус |
| Г       | Голы                       | П       | Голевые передачи          | О       | Очки       |
| -       | Статистика неизвестна      | —       | Статистика не учитывалась |         |            |

## Достижения
- Участник Матча всех звёзд КХЛ: 2018[8]
- Бронзовый призёр чемпионата МХЛ в сезоне 2016/2017
- Обладатель Кубка Гагарина: 2024[15]